# Большая Разночинная улица
Большая Разночи́нная улица — улица в Петроградском районе Санкт-Петербурга. Проходит между Малым проспектом и Корпусной улицей.

## История
В соответствии с регламентацией общественной жизни, введённой Петром Первым, расселение жителей Санкт-Петербурга велось по сословному или профессиональному признаку.
В 1720-х годах на Городском (Петербургском) острове появилась слобода разночинцев. Так в XVIII веке называли лиц неподатного сословия, не приписанных ни к купеческим гильдиям, ни к ремесленным цехам и не приобретших прав дворянства. Преимущественно это были мелкие чиновники.
На городском плане 1725 года слобода разночинцев нанесена примерно у начала нынешних улиц Большой и проходящей параллельно ей Малой Разночинных.
28 июля (9 августа) 1894 года в доме 4, кв. 1, по Большой Разночинной улице родился писатель Михаил Зощенко. Дом не сохранился (перестроен в 1911 году). На участке улицы от Чкаловского проспекта до Корпусной улицы в 1947—2001 годах проходила трамвайная ветка.

## Застройка
- Дом 6 — доходный дом А. А. Ястрежембского (1903, техн. Л. В. Богуский). 6 марта 2002 года в дворовом флигеле (литера В) произошёл крупный пожар, здание полностью сгорело, больше десяти человек погибли. Здание планировали реконструировать под бизнес-центр, а в 2016 году стало известно, что его продадут с торгов[2].

## Достопримечательности

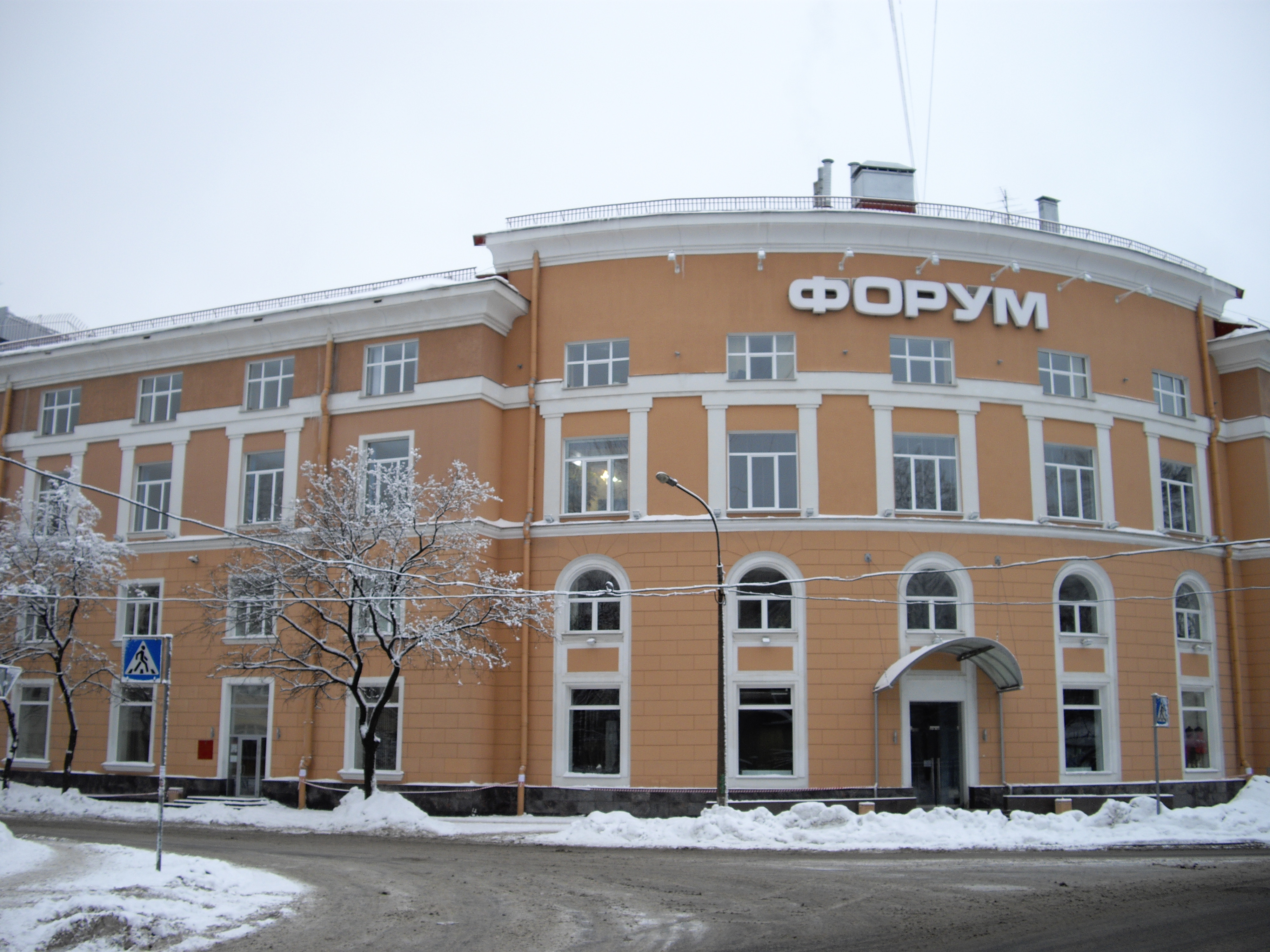
Бывшее здание клуба фабрики «Красное знамя»

- Еврейский Санкт-Петербургский Общинный дом (дом 25А)
- Бывшее здание клуба фабрики «Красное знамя» (дом 32/3)